# Павло (Доброхотов)
Павло́ (в миру Прокопій Нілович Доброхотов; 13 липня 1814 (за іншими джерелами, в 1807 році), село Велика Ламовіци, Моршанський повіт, Тамбовська губернія — 23 квітня (6 травня) 1900, Москва) — ректор Катеринославської духовної семінарії; духовний письменник, археолог; єпископ Відомства православного сповідання Російської імперії.

## Біографія
Народився в селі Велика Ломовіци Моршанського повіту в сім'ї священика Михайло-Архангельської церкви Ніла Максимова. У вересні 1822 року вступив до Тамбовського духовного училища, де отримав прізвище Доброхотов; потім закінчив Тамбовську духовну семінарію (1833); в 1837 році — за першим розрядом Санкт-Петербурзьку духовну академію; 1 вересня того ж року призначений вчителем Литовської духовної семінарії (тоді уніатської, в Жировицях).
Його ім'я тісно пов'язане з возз'єднанням уніатів із православ'ям в Західному краї в 1839 році. За національністю росіянин, з відмінними даруваннями і прекрасною богословською освітою, він цілком віддався цій великій справі, коли вона ще тільки починалася і був одним зі сподвижників і співробітників митрополита Йосифа Семашка.
У липні 1847 року овдовів і 2 листопада того ж року був пострижений архієпископом Йосифом Семашком; 8 листопада висвячений у сан ієродиякона, 9 листопада — у сан ієромонаха.
15 липня 1849 возведений у сан архімандрита і призначений ректором Полоцької духовної семінарії та настоятелем Полоцького Богоявленського монастиря.
З 21 серпня 1851 року — ректор Ризької духовної семінарії.
З 15 грудня 1855 року — ректор Катеринославської духовної семінарії.
З 29 січня 1859 року — ректор Могилевської духовної семінарії та настоятель Могилів-Братського монастиря.
З 23 квітня 1863 року — ректор Вятської духовної семінарії.
17 червня 1866 року призначений єпископом Вологодським і Устюзьким. 21 серпня того ж року митрополитом Санкт-Петербурзьким Ісидором Нікольським в Олександро-Невській лаврі хіротонізований на єпископа.
З 7 липня 1869 року — єпископ Псковський і Порховський.
З 22 січня 1882 року — єпископ Олонецький і Петрозаводський. В Петрозаводськ прибув 10 березня; обмежував свою діяльність заняттями єпархіальними справами у себе в кабінеті і «не наважувався виїжджати зі свого єпархіального міста для особистого огляду своєї пастви».
21 жовтня 1897 звільнений з єпархії через хворобу; визначенням Святійшого Синоду від 27 жовтня того ж року призначений в московський другокласний Високопетровський монастир на правах настоятеля.
Помер 23 квітня 1900 року, будучи найстарішим з ієрархів Відомства православного сповідання Російської імперії; його відспівування 25 квітня в соборному храмі Високопетровського монастиря очолив митрополит Московський Володимир Богоявленський. Похований в Покровському монастирі, в склепі під соборною Воскресенською церквою.

## Наукова діяльність
Був поціновувачем і збирачем старожитностей. Ним зібрана майже вся давньодрукована книга «Тріодь пісна», надрукована в Кракові у 1491 році Швайпольтом Фіолем (детально описана Олексієм Родоським в «Описі стародруків», випуск I, СПб., 1884—1891). Літературні праці Павла: «Дещо з колишніх занять» (Псков, 1872) і «Слово в пам'ять столітнього дня народження Євгена, митрополита Київського» («Вологодські Єпархіальні Відомості», 1868, № 1).

## Твори
- «О сынах пророческих». (Магистерская диссертация).
- «Речь по поводу празднования в Печерах 300-летия чудесной защиты Псково-Печерского монастыря при осаде его войсками Стефана Батория, сказанная в том же монастыре пред панихидой». Псков, 1882.
- «Слово в память столетнего дня рождения блаженной памяти Высокопр. Евгения, б. епископа Вологодского, а потом митрополита Киевского». «Вологод. Еп. Вед.» 1868, № 1.
- «Кое-что из прежних занятий». Псков, 1872.
- «Трехсотлетний юбилей славной защиты Пскова во время осады его королём Стефаном Баторием в 1581». Псков, 1881.
- «Летописное разъяснение о владычных палатах в Пскове, построенных архп. Новгородским и Псковским Макарием». Псков, 1881.